# John Treloar (Basketballtrainer)
John Treloar (* 1955/1956) ist ein US-amerikanischer Basketballtrainer. Er arbeitete unter anderem beim deutschen Bundesligisten Bayreuth.

## Laufbahn
Der aus Clinton (US-Bundesstaat Mississippi) stammende Treloar spielte Basketball am Belhaven College. Nach der Beendigung seines Wirtschaftsstudiums an der Hochschule ging er an die University of Alabama, wo er einen Master-Abschluss machte und zwischen 1980 und 1982 als Co-Trainer zum Stab der Basketball-Mannschaft gehörte.
Treloar ging nach Deutschland und trainierte von 1982 bis 1986 den OSC Bremerhaven in der 2. Basketball-Bundesliga. In der Saison 1985/86 führte er den OSC zum Gewinn des Meistertitels in der Nordstaffel der zweiten Liga. In der Saison 1986/87 war Treloar Cheftrainer der BG Steiner Bayreuth in der Basketball-Bundesliga. Die ersten sieben Bundesliga-Partien unter seiner Leitung gewann Bayreuth, aber die Erfolgssträhne dauerte nicht an. Im DBB-Pokal schied man in der zweiten Runde gegen Bamberg aus, auch das Abschneiden im Europapokal blieb hinter den Erwartungen zurück. Das Verhältnis zwischen dem damals erst Anfang 30-jährigen Treloar und der Bayreuther Mannschaft gestaltete sich schwierig, er führte die Franken in die Bundesliga-Meisterrunde, dort schied man im Viertelfinale aus. Für Ärger bei der Bayreuther Zuschauerschaft sorgte Treloar, da er mehrere altgediente Spieler aussortierte.
Er ging in die Vereinigten Staaten zurück und war in der Saison 1987/88 als Manager der Mississippi Jets in der Profiliga CBA tätig. 1988/89 war er in identischer Funktion beim CBA-Konkurrenten Wichita Falls Texans beschäftigt. Zwischen 1990 und 1994 war er Trainer der Texans und führte sie 1991 zum Gewinn des Meistertitels. In den Spieljahren 1994/95 (Chicago Rockers) sowie 1996/97 (Connecticut Pride) hatte er die Trainerämter bei weiteren CBA-Mannschaften inne. 1997 arbeitete er als Trainer in Venezuela.
Von 1997 bis 2004 war Treloar Co-Trainer der Basketball-Mannschaft an der Indiana University, 2002 half er auf diesem Posten beim Einzug ins Endturnier der NCAA mit. Bei der Hochschulmannschaft arbeitete er bis zu dessen Entlassung im Jahr 2000 unter Cheftrainer Bob Knight. Im Zeitraum 2004 bis 2008 stand Treloar in Diensten der Louisiana State University, wo er als Assistenztrainer wirkte und 2006 wiederum zum Erreichen der besten vier Mannschaften in den NCAA-Playoffs beitrug. Er kehrte in den Profibereich zurück und arbeitete zwischen 2008 und 2010 als Cheftrainer der Erie Bay Hawks in der NBA D-League.
Im September 2010 wurde Treloar beim NBA-Verein Phoenix Suns zum Kaderdirektor ernannt und arbeitete in dieser Funktion in Bezug auf Personalfragen eng mit dem Sportdirektor sowie dem Manager der Mannschaft zusammen. Auch die Leitung der Spielersichtung von möglichen Kandidaten für das Draft-Verfahren gehörte zu seinen Aufgaben. Nach fünf Jahren in diesem Amt stand Treloar vor der Saison 2015/16 vor einer Rückkehr an die Louisiana State University. Dort sollte er wiederum als Assistenztrainer arbeiten, zog seine Zusage im Juli 2015 aber wieder zurück. Im August 2015 wurde er vom NBA-Klub Atlanta Hawks als Kaderdirektor eingestellt.